# Eranno bilabiata
Eranno bilabiata är en ringmaskart som först beskrevs av Treadwell 1901.  Eranno bilabiata ingår i släktet Eranno och familjen Lumbrineridae. Inga underarter finns listade i Catalogue of Life.